# Amt Eiderkanal
Amt Eiderkanal er et amt i det nordlige Tyskland, beliggende midt i Kreis Rendsburg-Eckernförde. Kreis Rendsburg-Eckernförde ligger i den centrale del af delstaten Slesvig-Holsten. Administrationen er beliggende i byen Osterrönfeld, og der er desuden forvaltning i Schacht-Audorf. Amtet er opkaldt efter Ejderkanalen.

## Kommuner i amtet
- Bovenau
- Haßmoor
- Ostenfeld (Rendsburg)
- Osterrönfeld
- Rade b. Rendsburg
- Schacht-Audorf
- Schülldorf

## Historie
Amtet blev oprettet i forbindelse med strukturreformen 1. januar 2007 af kommunerne i Amt Osterrönfeld og den indtil da amtsfrie kommune Schacht-Audorf.